# Saint-Samson-la-Poterie
Saint-Samson-la-Poterie est une commune française située dans le département de l'Oise, en région Hauts-de-France.

## Géographie

### Localisation
La commune de Saint-Samson-la-Poterie se situe à l'extrémité ouest du département de l'Oise, en bordure du départements de la Seine-Maritime.

### Hydrographie

#### Réseau hydrographique
La commune est située dans le bassin Seine-Normandie. Elle est drainée par le Thérain et le cours d'eau 01 de la commune de Saint-Samson-la-Poterie,,.
Le Thérain, d'une longueur de 94 km, prend sa source dans la commune de Gaillefontaine et se jette  dans l'Oise à Saint-Leu-d'Esserent, après avoir traversé 43 communes. 

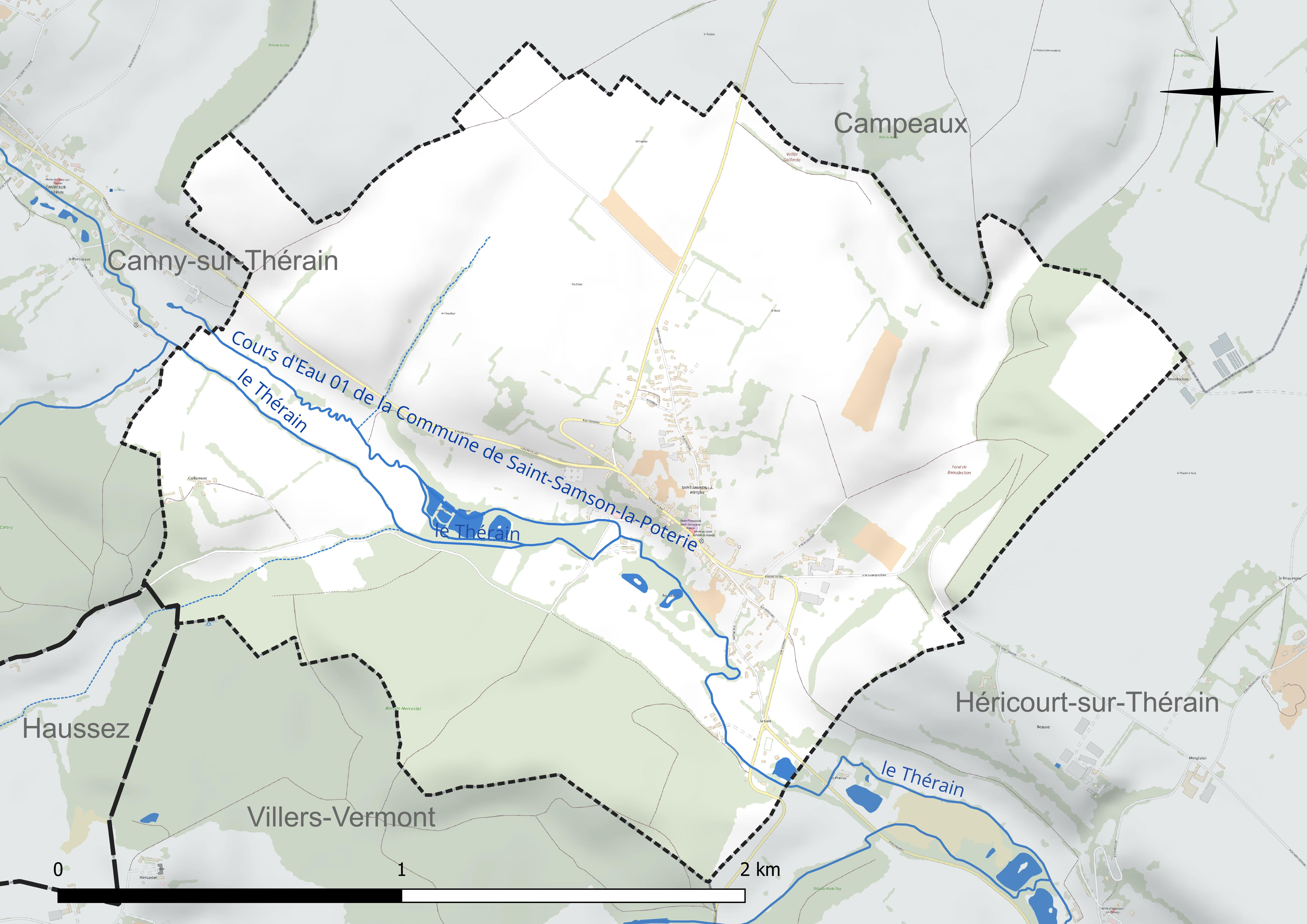
Réseau hydrographique de Saint-Samson-la-Poterie.

Un plan d'eau complète le réseau hydrographique : le plan d'eau de la commune de Saint-Samson-la-Poterie (1,1 ha),.

#### Gestion et qualité des eaux
Le territoire communal est couvert par le schéma d'aménagement et de gestion des eaux (SAGE) « Sensée ». Ce document de planification concerne un territoire de 1 219 km2 de superficie, délimité par le bassin versant du Thérain. Le périmètre a été arrêté le 27 janvier 2023 et le SAGE proprement dit est, en 2024, en cours d'élaboration. La structure porteuse de l'élaboration et de la mise en œuvre est le syndicat intercommunal de la Vallée du Thérain (SIVT). 
La qualité des cours d'eau peut être consultée sur un site dédié géré par les agences de l'eau et l'Agence française pour la biodiversité. 

### Climat
Pour des articles plus généraux, voir Climat des Hauts-de-France et Climat de l'Oise.
En 2010, le climat de la commune est de type climat océanique dégradé des plaines du Centre et du Nord, selon une étude du CNRS s'appuyant sur une série de données couvrant la période 1971-2000. En 2020, Météo-France publie une typologie des climats de la France métropolitaine dans laquelle la commune est exposée à un climat océanique et est dans la région climatique  Côtes de la Manche orientale, caractérisée par un faible ensoleillement (1 550 h/an) ; forte humidité de l'air (plus de 20 h/jour avec humidité relative > 80 % en hiver), vents forts fréquents. 
Pour la période 1971-2000, la température annuelle moyenne est de 9,9 °C, avec une amplitude thermique annuelle de 14,1 °C. Le cumul annuel moyen de précipitations est de 852 mm, avec 12,8 jours de précipitations en janvier et 8,8 jours en juillet. Pour la période 1991-2020, la température moyenne annuelle observée sur la station météorologique la plus proche, située sur la commune de Saint-Arnoult à 7 km à vol d'oiseau, est de 10,4 °C et le cumul annuel moyen de précipitations est de 797,2 mm,. Pour l'avenir, les paramètres climatiques de la commune estimés pour 2050 selon différents scénarios d'émission de gaz à effet de serre sont consultables sur un site dédié publié par Météo-France en novembre 2022.

#### Climat de la Picardie
| Mois                        | Jan  | Fév  | Mar   | Avr   | Mai   | Jui   | Jui   | Aoû   | Sep   | Oct   | Nov  | Déc  | Année  |
| Températures minimales (°C) | 0,2  | 0,9  | 2,4   | 5,2   | 7,6   | 10,8  | 12,7  | 12,9  | 10,4  | 7,7   | 3,9  | 1,8  | 6,4    |
| Températures maximales (°C) | 5,2  | 6,5  | 9,4   | 12,4  | 16,7  | 19,9  | 22,1  | 24,2  | 18,9  | 14,8  | 9,4  | 6,5  | 12,2   |
| Températures moyennes (°C)  | 3,2  | 3,8  | 6,0   | 8,4   | 11,9  | 14,6  | 16,6  | 16,9  | 14,7  | 11,3  | 6,7  | 4,2  | 9,8    |
| Ensoleillement (h)          | 52,6 | 81,3 | 114,0 | 185,6 | 199,0 | 209,7 | 229,4 | 207,8 | 151,5 | 113,7 | 74,4 | 47,5 | 1637,9 |
| Pluviométrie (mm)           | 59,2 | 48,3 | 55,0  | 48,1  | 53,6  | 61,8  | 57,4  | 57    | 68    | 71,8  | 81,2 | 70,2 | 731,5  |

## Urbanisme

### Typologie
Au 1er janvier 2024, Saint-Samson-la-Poterie est catégorisée commune rurale à habitat dispersé, selon la nouvelle grille communale de densité à sept niveaux définie par l'Insee en 2022.
Elle est située hors unité urbaine. Par ailleurs la commune fait partie de l'aire d'attraction de Beauvais, dont elle est une commune de la couronne,. Cette aire, qui regroupe 162 communes, est catégorisée dans les aires de 50 000 à moins de 200 000 habitants,.

### Occupation des sols
L'occupation des sols de la commune, telle qu'elle ressort de la base de données européenne d'occupation biophysique des sols Corine Land Cover (CLC), est marquée par l'importance des territoires agricoles (74,4 % en 2018), une proportion identique à celle de 1990 (74,4 %). La répartition détaillée en 2018 est la suivante : 
prairies (38,6 %), terres arables (30 %), forêts (17,4 %), zones urbanisées (8,2 %), zones agricoles hétérogènes (5,9 %). L'évolution de l'occupation des sols de la commune et de ses infrastructures peut être observée sur les différentes représentations cartographiques du territoire : la carte de Cassini (XVIIIe siècle), la carte d'état-major (1820-1866) et les cartes ou photos aériennes de l'IGN pour la période actuelle (1950 à aujourd'hui).

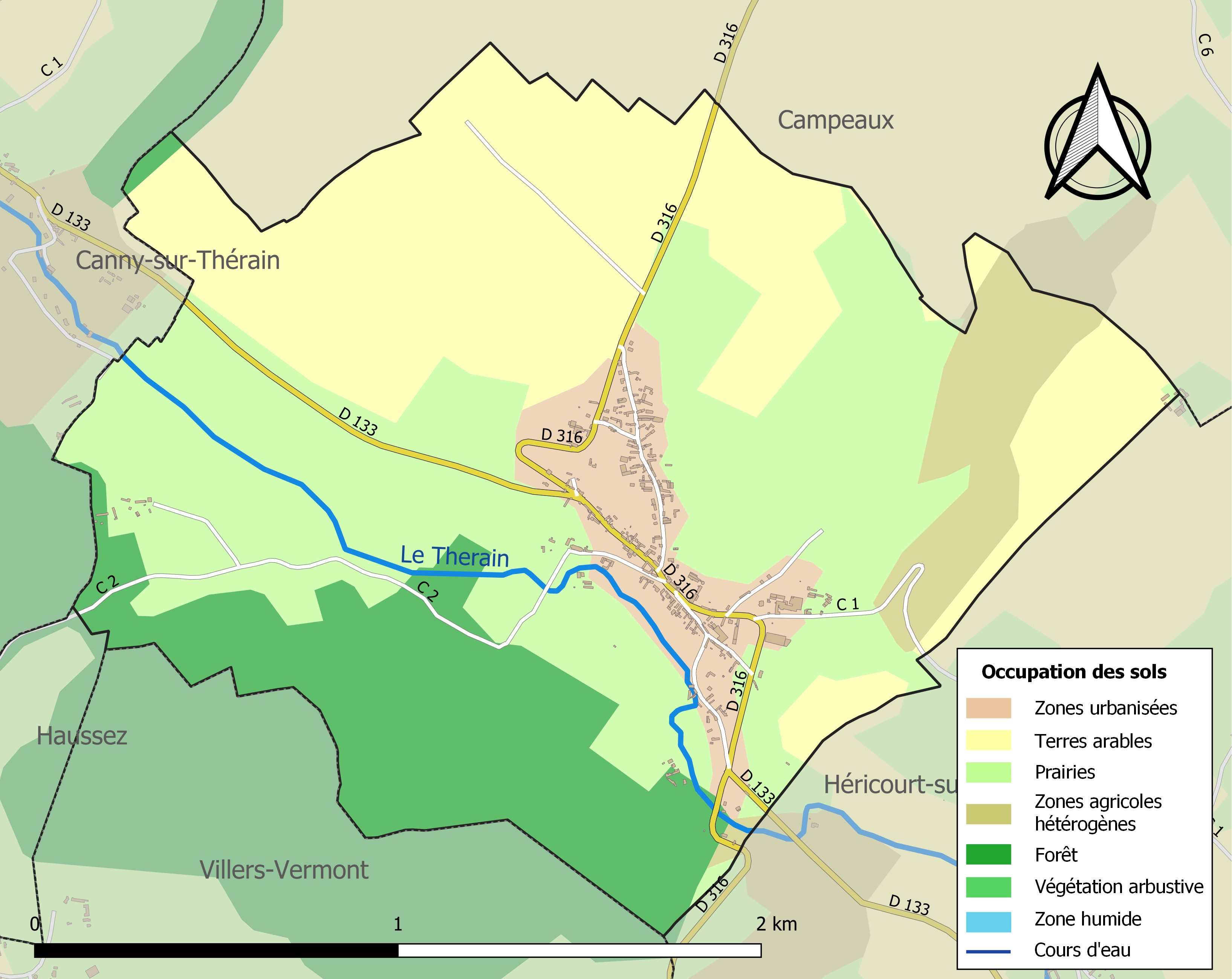
Carte des infrastructures et de l'occupation des sols de la commune en 2018 (CLC).

### Voies de communication et transports
Saint-Samson-la-Poterie est accessible par la route départementale 919 (ex-route nationale 319).
La gare la plus proche est celle d'Abancourt desservie par des trains TER Normandie circulant entre les gares d'Amiens et de Rouen-Rive-Droite et par des trains TER Hauts-de-France circulant entre les gares d'Amiens et de Lille-Flandres ainsi qu'entre les gares de Beauvais et du Tréport - Mers.
La commune est desservie, en 2023, par les lignes 612, 6103, 6113 et 6123 du réseau interurbain de l'Oise.
Saint-Samson-la-Poterie est située à 35 km de l'aéroport de Paris Beauvais Tillé. Il n'existe aucune liaison directe entre la commune et l'aéroport par des transports en commun.

## Toponymie
Le nom de la localité est attesté sous les formes de Sancto Sansone (XIe) ; Sanctus Sanso (vers 1140) ; Sanctus Samson (1153) ; Sanctus Sansonus (1155) ; de Sancto Samsone (1163) ; apud Sansonem (1223) ; apud sanctum Sanxonem (1223) ; Sanctus Sasso (1253) ; Sanctus Sassonis (1255) ; Saint Sansson (1270) ; Sanctus Sanson (vers 1270) ; Saint Sanson (1518) ; S. Sanson sur Terain (1667) ; Samson (1794) ; Samson (XIVe) ; Saint Samso (1559) ; eccl. sancti Samsonis (XVIe) ; Sainct Sanson (1617) ; S. Sanson sur Terain (1667) ; Samson (1794) ; Samson sur Thérain (1794) ; Samson sous Thérain (1794) durant la Révolution ; Saint Sanson la Poterie (1850) ; Saint Samson sur Thérain (1901) ; Saint-Samson-la-Poterie (XXe).

Saint-Samson est un hagiotoponyme qui fait référence à Samson de Dol.
Durant la Révolution, la commune, alors nommée Saint-Samson, porte le nom de Samson-sur-Thérain.
La commune s'appelait Saint-Samson-la-Poterie avant 1961,.

## Politique et administration

### Intercommunalité

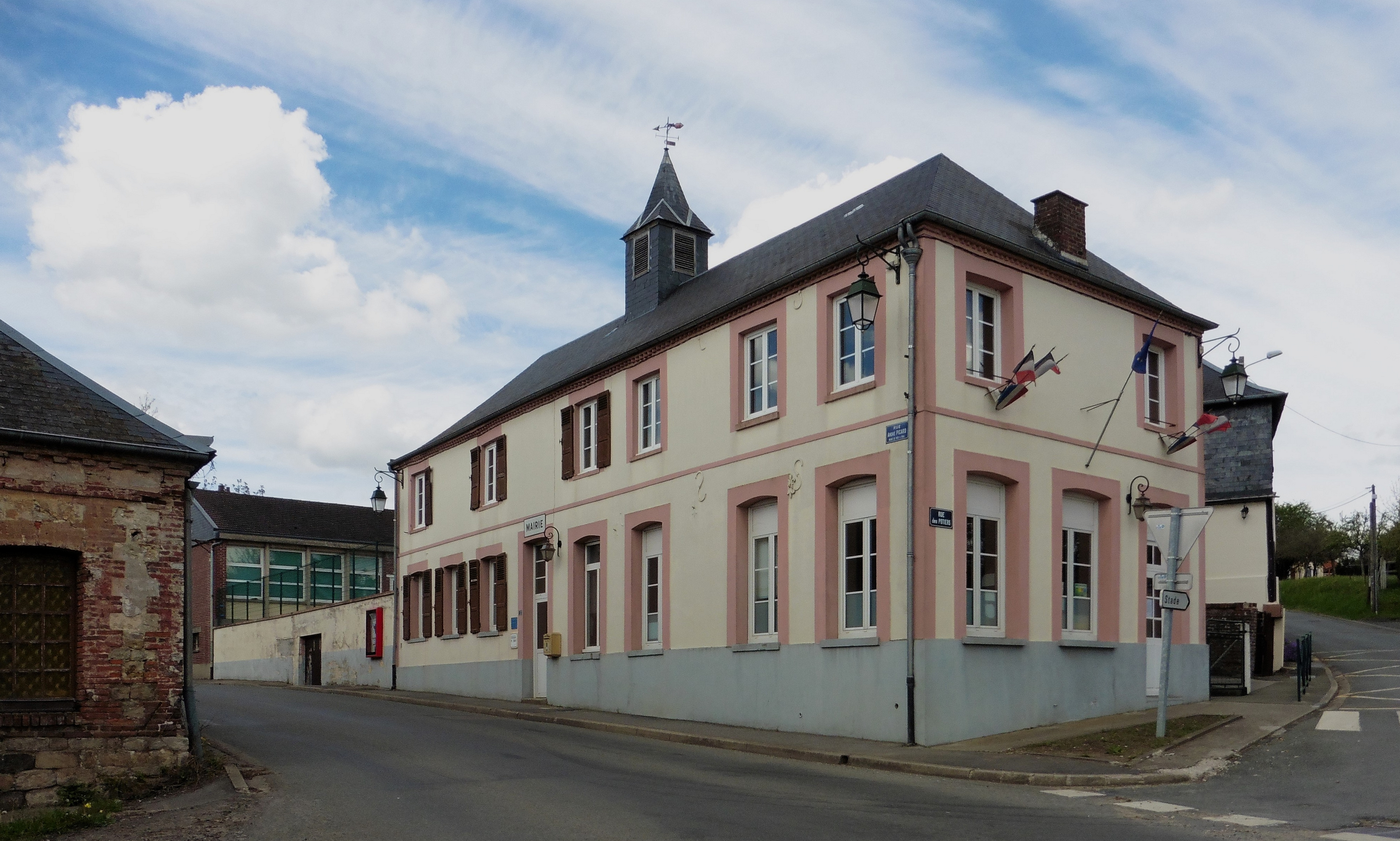
Saint-Samson-la-Poterie, la mairie.

Saint-Samson-la-Poterie fait partie, comme quatre-vingt-huit autres communes, de la communauté de communes de la Picardie Verte qui correspond l'ensemble des communes des cantons de Formerie, Grandvilliers et Marseille en Beauvaisis, ainsi que certaines communes du canton de Songeons.
La commune fait également partie du « Grand Beauvaisis », l'un des seize pays à constituer le « Pays de Picardie »[réf. nécessaire].

### Liste des maires
| Période                                  | Période                   | Identité        | Étiquette | Qualité                                                 |
| ---------------------------------------- | ------------------------- | --------------- | --------- | ------------------------------------------------------- |
| Les données manquantes sont à compléter. |                           |                 |           |                                                         |
| mars 1989                                | 31 mai 2008               | Michel Lasnier  |           | Décédé en fonction                                      |
| 18 juillet 2008                          | En cours (au 30 mai 2020) | Pascal Maillard |           | Directeur de supermarché Réélu pour le mandat 2020-2026 |

## Équipements et services publics

### Enseignement
Les enfants de la commune sont scolarisés avec ceux de Campeaux, Héricourt-sur-Thérain, Mureaumont et Canny-sur-Therain. Dans le cadre d'un regroupement pédagogique intercommunal (RPI). L'école de Saint-Samson-la-Poterie, porte le nom de l'ancien maire du village, Michel Lasnier, et accueille, pour l'année scolaire, trois classes : CP, CE1, CE2 et CM1/CM2 dotées de tableaux blancs interactifs (TBI).

## Population et société

### Démographie

#### Évolution démographique
L'évolution du nombre d'habitants est connue à travers les recensements de la population effectués dans la commune depuis 1793. Pour les communes de moins de 10 000 habitants, une enquête de recensement portant sur toute la population est réalisée tous les cinq ans, les populations de référence des années intermédiaires étant quant à elles estimées par interpolation ou extrapolation. Pour la commune, le premier recensement exhaustif entrant dans le cadre du nouveau dispositif a été réalisé en 2007.

En 2022, la commune comptait 231 habitants, en évolution de −8,7 % par rapport à 2016 (Oise : +0,87 %, France hors Mayotte : +2,11 %).
| 1793 | 1800 | 1806 | 1821 | 1831 | 1836 | 1841 | 1846 | 1851 |
| ---- | ---- | ---- | ---- | ---- | ---- | ---- | ---- | ---- |
| 357  | 320  | 433  | 385  | 428  | 455  | 428  | 467  | 453  |

| 1856 | 1861 | 1866 | 1872 | 1876 | 1881 | 1886 | 1891 | 1896 |
| ---- | ---- | ---- | ---- | ---- | ---- | ---- | ---- | ---- |
| 442  | 450  | 420  | 415  | 395  | 402  | 444  | 418  | 423  |

| 1901 | 1906 | 1911 | 1921 | 1926 | 1931 | 1936 | 1946 | 1954 |
| ---- | ---- | ---- | ---- | ---- | ---- | ---- | ---- | ---- |
| 410  | 401  | 456  | 415  | 404  | 371  | 312  | 336  | 362  |

| 1962 | 1968 | 1975 | 1982 | 1990 | 1999 | 2006 | 2007 | 2012 |
| ---- | ---- | ---- | ---- | ---- | ---- | ---- | ---- | ---- |
| 354  | 340  | 257  | 214  | 196  | 238  | 246  | 247  | 258  |

| 2017 | 2022 | - | - | - | - | - | - | - |
| ---- | ---- | - | - | - | - | - | - | - |
| 250  | 231  | - | - | - | - | - | - | - |

#### Pyramide des âges
La population de la commune est relativement jeune.
En 2018, le taux de personnes d'un âge inférieur à 30 ans s'élève à 34,4 %, soit en dessous de la moyenne départementale (37,3 %). À l'inverse, le taux de personnes d'âge supérieur à 60 ans est de 25,6 % la même année, alors qu'il est de 22,8 % au niveau départemental.
En 2018, la commune comptait 115 hommes pour 133 femmes, soit un taux de 53,63 % de femmes, largement supérieur au taux départemental (51,11 %).
Les pyramides des âges de la commune et du département s'établissent comme suit.
| Hommes | Classe d’âge | Femmes |
| ------ | ------------ | ------ |
| 0,9    | 90 ou +      | 0,7    |
| 12,1   | 75-89 ans    | 9,7    |
| 14,7   | 60-74 ans    | 13,4   |
| 23,3   | 45-59 ans    | 15,7   |
| 18,1   | 30-44 ans    | 23,1   |
| 13,8   | 15-29 ans    | 11,2   |
| 17,2   | 0-14 ans     | 26,1   |

| Hommes | Classe d’âge | Femmes |
| ------ | ------------ | ------ |
| 0,5    | 90 ou +      | 1,4    |
| 5,5    | 75-89 ans    | 7,6    |
| 15,6   | 60-74 ans    | 16,3   |
| 20,8   | 45-59 ans    | 20     |
| 19,4   | 30-44 ans    | 19,4   |
| 17,6   | 15-29 ans    | 16,2   |
| 20,6   | 0-14 ans     | 19,1   |

## Culture locale et patrimoine

### Lieux et monuments

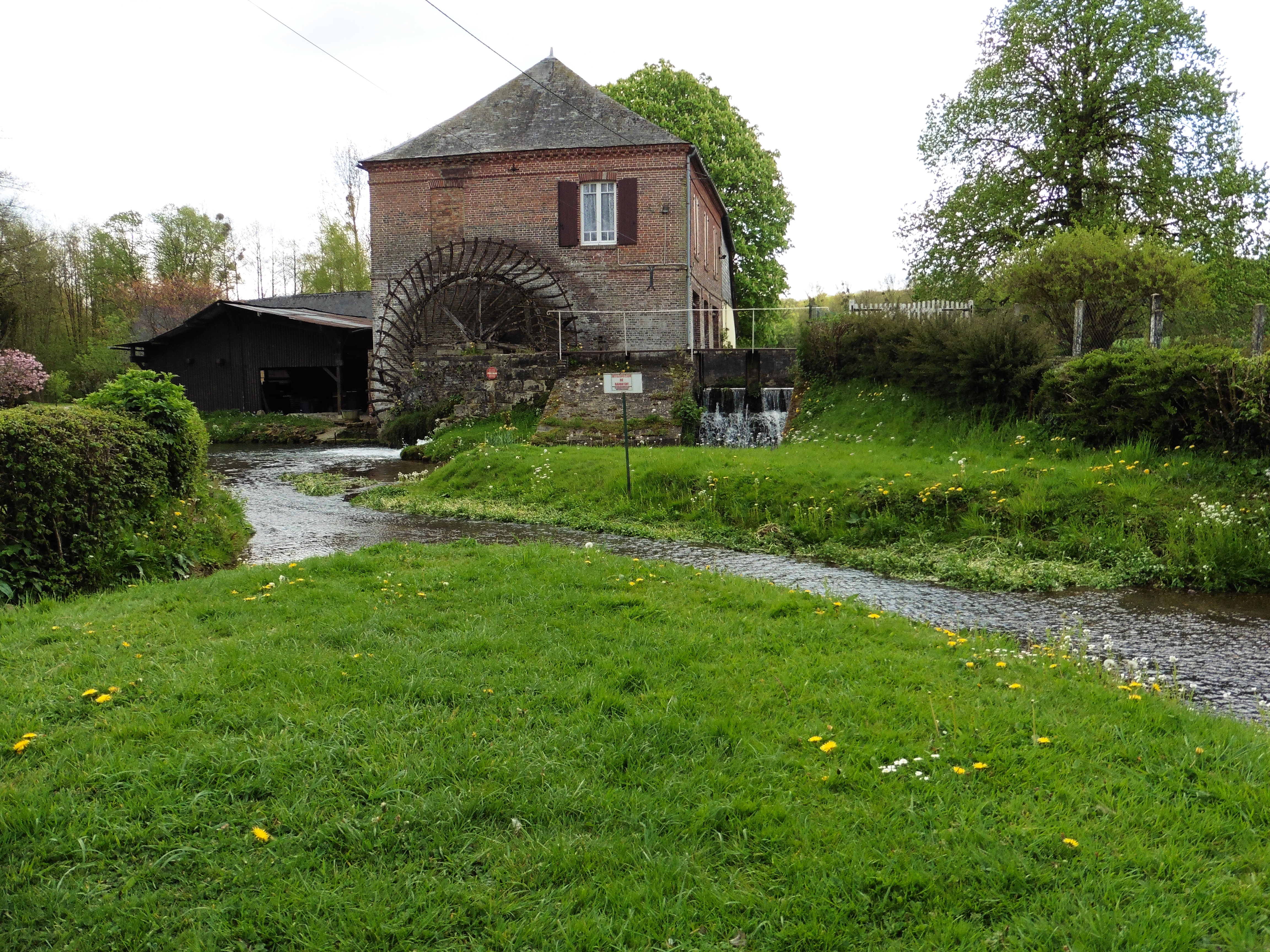
Saint-Samson-la-Poterie, le moulin de Nelly.

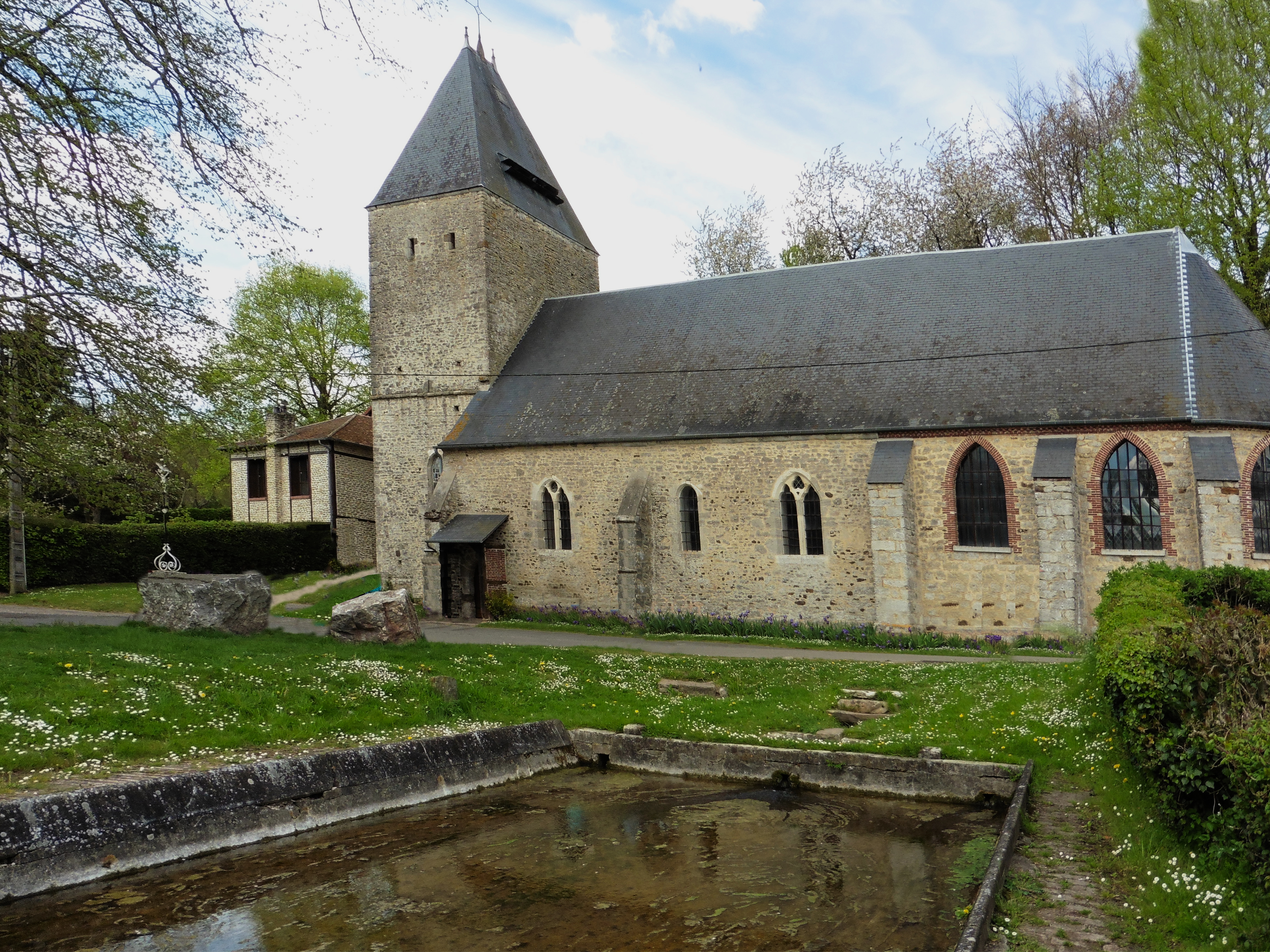
L'église Saint-Samson - son ancien lavoir.

- L'église Saint-Samson - son ancien lavoir.Église Saint Samson - son ancien lavoir - le moulin de Nelly.
- Ancienne  tuilerie-briqueterie Lévêque puis  Briard, fondée en 1836, toujours en activité (aujourd'hui S.A.R.L "Les Carrelages de Saint-Samson" reprise en 2008 par Guillaume et Thomas Alglave).